# 布偶貓
布偶貓（Ragdoll）擁有柔軟而修長的毛，需要經常梳理、清洗以防止打結。這個品種由美國人安·貝克（Ann Baker）在1960年代培育出來，因性子溫順、抱起來就好像柔軟的布偶一般而得名。它在原產地美國和英國頗為常見，因為溫順且特別粘人而又在當地得名dog-like cats（狗一樣的貓）、Puppy cats或puppy-like cats（小狗一樣的貓）。
暹羅貓和布偶貓的出生存活率在各種貓裡面是最低的，壽命在15-25年之間。40%的布偶貓都是近親交配的產物。

## 历史
1963年一只名叫约瑟芬（Josephine）的家猫（可能是波斯猫或者土耳其安哥拉猫）与一只不知名的伯曼猫（或缅甸猫）产下了几对幼崽，这就是世界上第一批布偶猫。安·贝克从原主人手里买下了几只幼崽并加以培育，形成了现在布偶猫。
该品种经过多年的选择性培育，以获得理想的特征，如体型大、举止温和、颜色尖尖，以及被拾起时容易软弱无力。
在这些早期的幼崽中，出生了一只全黑的缅甸雄性黑猫，和一只长着白脚的海豹爸爸沃巴克。爸爸沃巴克斯(Warbucks)生了创始的双色女性Fugianna，而布莱克(Blackie)生了荞麦(Buckwheat)，一种深棕色/黑色缅甸式的女性。Fugianna和荞麦都是约瑟芬的女儿。所有的布偶猫都是贝克的猫的后代通过爹地Warbucks和Fugianna和Buckwheat的交配。
贝克以一种不寻常的举动，拒绝了传统的养猫协会。 她为Ragdoll这个商标注册了商标，并在1971年左右建立了自己的注册机构-国际Ragdoll猫协会（IRCA），并对想要以该名称繁殖或出售猫的任何人实施了严格的标准。布偶猫也不允许被其他品种协会注册。 如今，IRCA仍然存在，但规模很小，尤其是自贝克于1997年去世以来。IRCA猫在任何主要的猫品种组织或猫展中都没有得到认可。
1975年，由夫妻团队Denny和Laura Dayton领导的小组与IRCA并列，目的是获得Ragdoll的主流认可。 从一对育种的IRCA猫开始，该小组最终制定了Ragdoll标准，该标准目前已被CFA和FIFe等主要猫登记处接受。
在1960年代初，布偶猫在美国传播的过程中或之后，一对布偶猫被出口到了英国。 紧随其后的是另外八只猫，以在英国完全建立该品种，并在英国得到了猫花梢理事会的认可。
1994年，由于越来越严格的育种限制，第二个小组决定离开IRCA并成立自己的小组。 该小组后来建立了Ragamuffin（cat）品种。 由于贝克拥有名称“ Ragdoll”的权利，因此直到2005年，“ Ragdoll”的商标没有续签之前，没有分支机构可以合法地将其猫叫“ Ragdolls”。
最大的国际布偶品种俱乐部是国际布偶俱乐部（RFCI）。

## 形態
布偶貓是一種大型家貓，一隻健康的成年雌性布偶貓體重在8至15英磅（3.6至6.8）之間，雄性則更重，一般在12至20英磅（5.4至9.1）之間。它們擁有藍色的眼睛，一些貓展以其眼睛藍色的純淨度來評判其優劣。其長毛多是針毛，缺乏濃厚的内层底毛。
布偶貓的毛色大致有六種，即海豹色、巧克力色、藍色、紫丁香色、紅色和奶油色，花紋主要有三種，即雙色、手套和重點色，由此衍生出山貓色和三色。

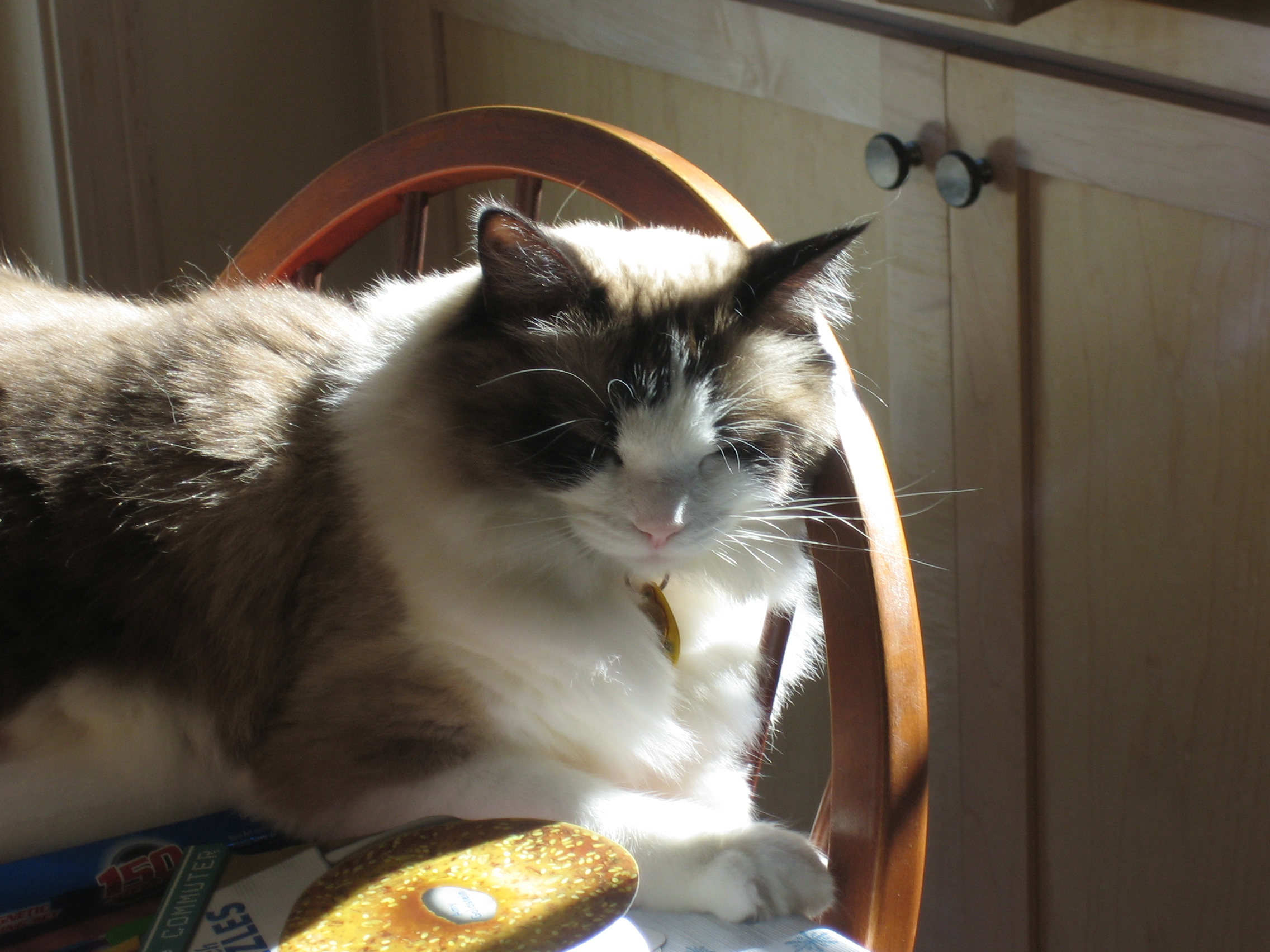
雙色布偶貓
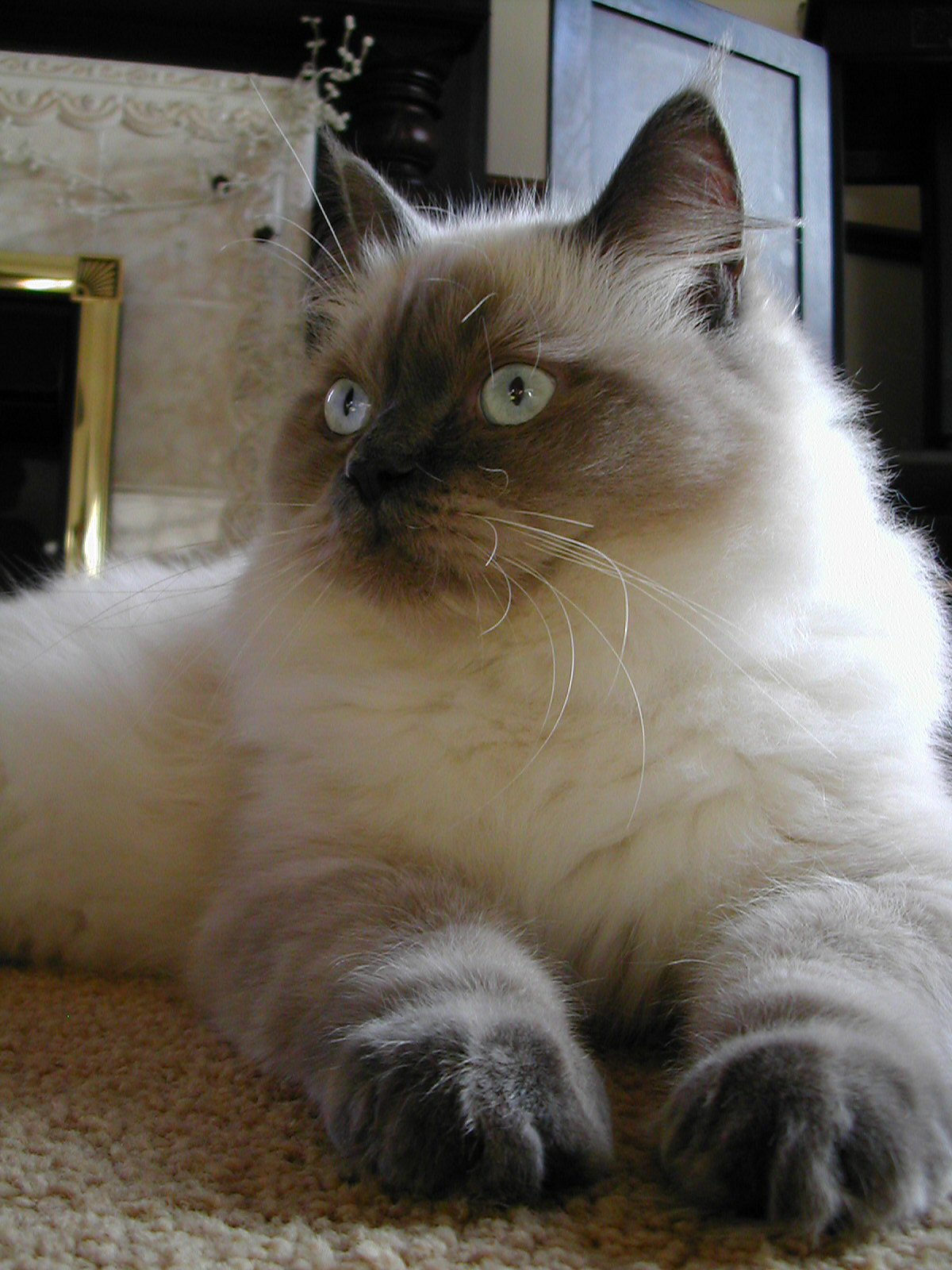
重點色布偶貓
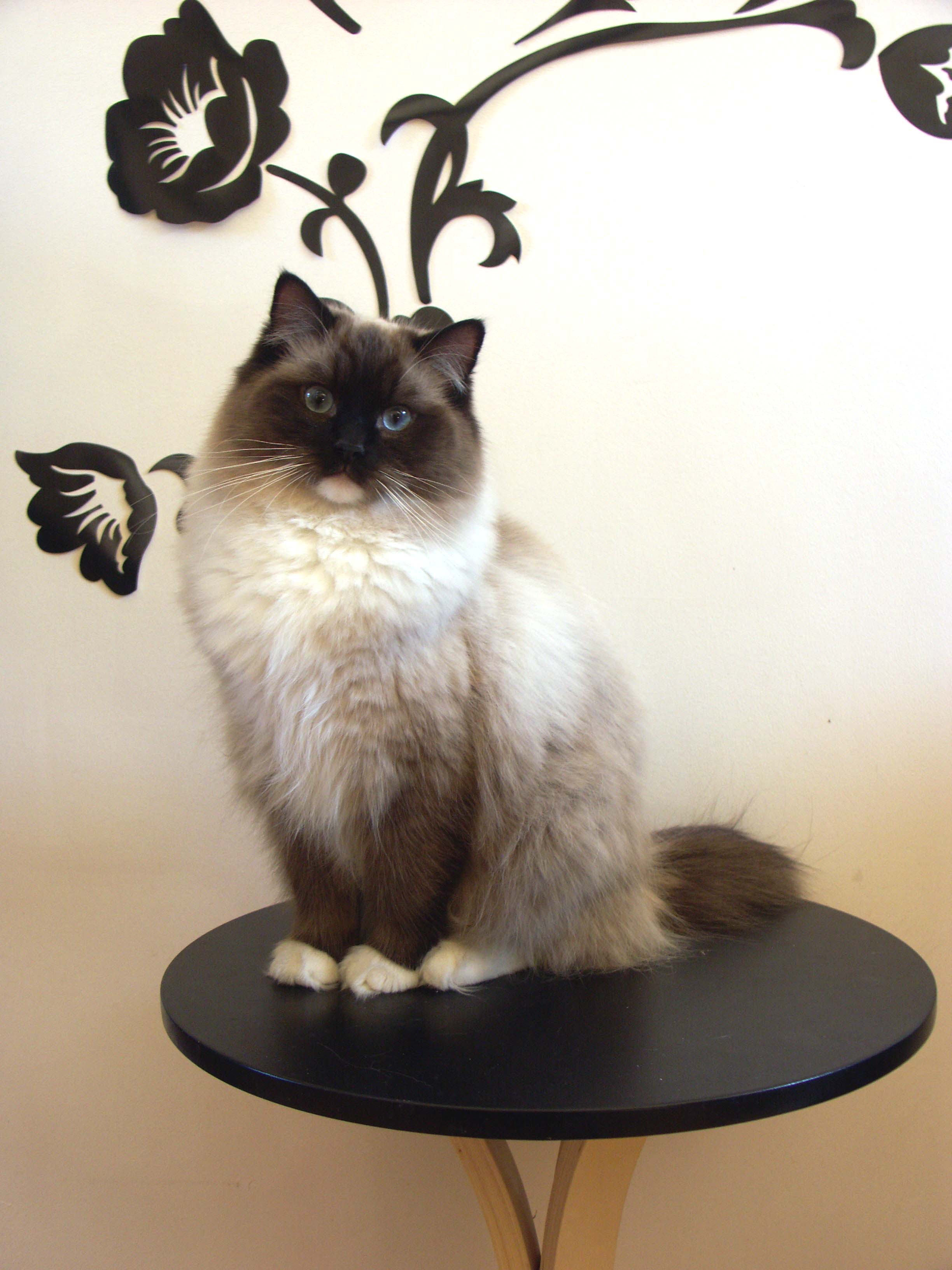
手套色布偶貓
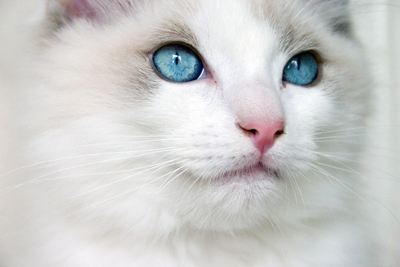
雙色布偶貓的藍眼睛
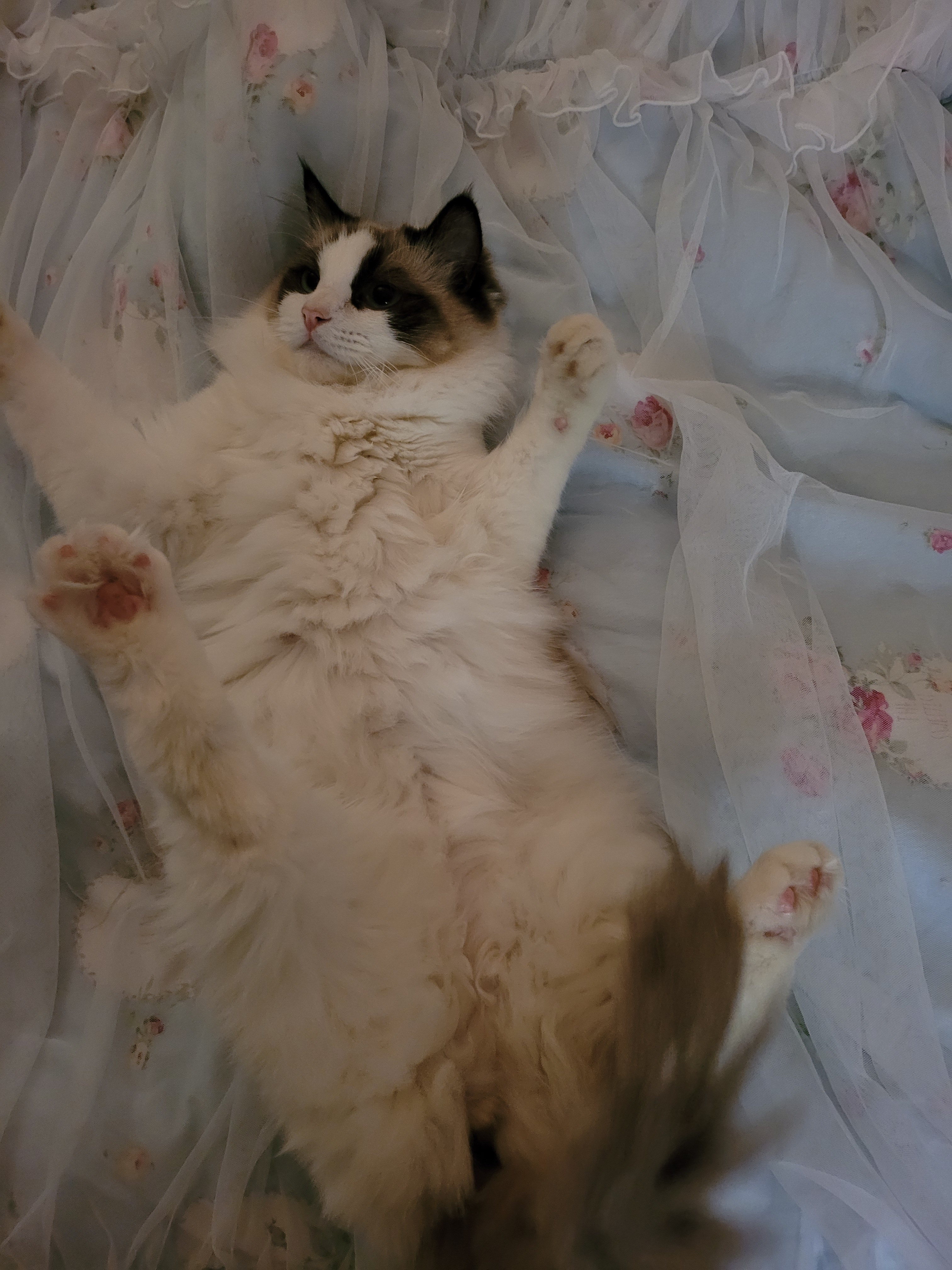
海双色布偶猫
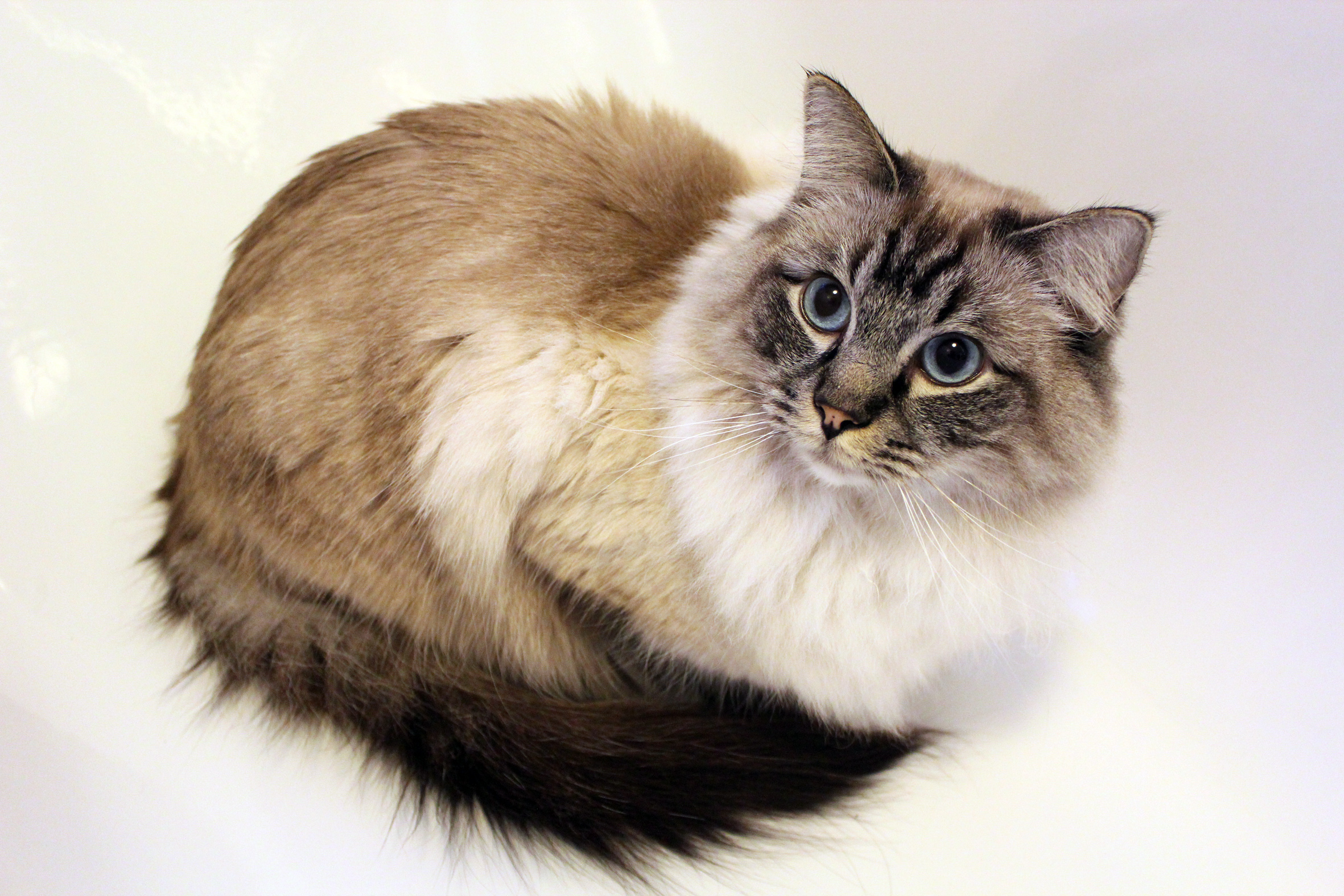
三歲大的山貓紋布偶貓

## 外部連結
- 布偶猫培育史 （页面存档备份，存于），Ragdoll Fanciers Club International （英文）